# Esterházy József (vezérőrnagy)
Galántai gróf Esterházy József (1714. szeptember 20. – 1762. augusztus 13.) vezérőrnagy.

## Élete
Gróf Esterházy József országbíró és gróf Eck Mária Franciska fia volt. Tanulmányait Magyarországon kezdte, utána 1733-tól a leideni egyetem hallgatója lett. Az 1744-es sziléziai és az 1746-os itáliai hadjáratban is részt vett. 1744-ben kinevezték tábornok-őrmesterré (General-Wachtmeister), később pedig altábornaggyá. Ifjabb Esterházy József pazarló életmódot folytatott, aminek a takarékoskodó és racionálisan gazdálkodó apja nem örült. 
Az 1750-es években a birtokaiból befolyó jövedelmei csupán arra voltak elegendőek, hogy a hitelezői felé rendezze a tartozását, ám az adósságainak kamatait már nem tudta belőle törleszteni. 1759. március 1-én emiatt kötött szerződést nagybátyja fiaival, Miklóssal, Ferenccel és Károllyal, akik 6000 forintos évi járadékot fizettek számára az adósságok átvállalásért cserébe, ezért pedig ifjabb Esterházy József 1759 júniusában 32 évre zálogba adta a részükre összes birtokát. Neje Pálffy Antónia grófnő volt, aki az 1750-es években hunyt el, gyermekük nem született. 
1762-ben bekövetkezett halálát követően apja rendelkezéseinek megfelelően birtokait nagybátyja, Esterházy Ferenc tárnokmester leszármazottai örökölték meg.

## Munkája
- Regulament und unumänderlich gebräuchliche Observations-Punkten sowohl im Militär-Ceremoniel, als oeconomicis. Hely nélkül, 1747